# كيني لونش
كيني لونش (بالإنجليزية: Kenny Lynch)‏ هو مغن ومؤلف وممثل بريطاني، ولد في 18 مارس 1938 في المملكة المتحدة.

## وصلات خارجية
- كيني لونش على موقع IMDb (الإنجليزية)
- كيني لونش على موقع ميوزك برينز (الإنجليزية)
- كيني لونش على موقع أول موفي (الإنجليزية)
- كيني لونش على موقع أول موفي (الإنجليزية)
- كيني لونش على موقع قاعدة بيانات الأفلام السويدية (السويدية)
- كيني لونش على موقع إن إن دي بي (الإنجليزية)
- كيني لونش على موقع ديسكوغز (الإنجليزية)
- كيني لونش على موقع قاعدة بيانات الفيلم (الإنجليزية)
- كيني لونش على موقع كينوبويسك (الروسية)